# Angola na Letnich Igrzyskach Olimpijskich 2020
Angola na Letnich Igrzyskach Olimpijskich 2020 – występ kadry sportowców reprezentujących Angolę na igrzyskach olimpijskich, które odbyły się w Tokio w Japonii, w dniach 23 lipca – 8 sierpnia 2021 roku.
Reprezentacja Angoli liczyła dwudziestu zawodników – czterech mężczyzn i szesnaście kobiet, którzy wystąpili w 5 dyscyplinach.
Był to dziesiąty start tego kraju na letnich igrzyskach olimpijskich.

## Reprezentanci

### Judo
| Zawodniczka         | Konkurencja     | 1/16                   | 1/8              | Ćwierćfinał      | Półfinał         | Repasaż          | Finał/BM         | Finał/BM |
| Zawodniczka         | Konkurencja     | Przeciwnik Wynik       | Przeciwnik Wynik | Przeciwnik Wynik | Przeciwnik Wynik | Przeciwnik Wynik | Przeciwnik Wynik | Miejsce  |
| ------------------- | --------------- | ---------------------- | ---------------- | ---------------- | ---------------- | ---------------- | ---------------- | -------- |
| Diassonema Mucungui | do 57 kg kobiet | Liparteliani P 000–100 | NQ               | NQ               | NQ               | NQ               | NQ               | NQ       |

### Lekkoatletyka
| Zawodnik     | Konkurencja            | Eliminacje | Eliminacje | Ćwierćfinał | Ćwierćfinał | Półfinał | Półfinał | Finał | Finał   |
| Zawodnik     | Konkurencja            | Czas       | Miejsce    | Czas        | Miejsce     | Czas     | Miejsce  | Czas  | Miejsce |
| ------------ | ---------------------- | ---------- | ---------- | ----------- | ----------- | -------- | -------- | ----- | ------- |
| Aveni Miguel | Bieg na 100 m mężczyzn | DSQ        | DSQ        | NQ          | NQ          | NQ       | NQ       | NQ    | NQ      |

### Piłka ręczna
Turniej kobiet
Skład
- Trener: Felipe Cruz

| Nr | Imię i nazwisko    | Data urodzenia            | Wzrost (cm) | Klub                   |
| -- | ------------------ | ------------------------- | ----------- | ---------------------- |
| 5  | Marilia Quizelete  | 3 czerwca 1997(dts)       | 168         | Petro de Luanda        |
| 8  | Helena Paulo       | 24 stycznia 1998(dts)     | 177         | Primeiro de Agosto     |
| 9  | Natália Bernardo   | 25 grudnia 1986(dts)      | 170         | Primeiro de Agosto     |
| 10 | Albertina Kassoma  | 12 czerwca 1996(dts)      | 194         | Rapid Bukareszt        |
| 12 | Helena Sousa       | 7 listopada 1994(dts)     | 190         | Saint-Amand Handball   |
| 13 | Natália Kamalandua | 25 grudnia 1998(dts)      | 163         | Petro de Luanda        |
| 15 | Azenaide Carlos    | 14 czerwca 1990(dts)      | 171         | Podravka Koprivnica    |
| 16 | Teresa Almeida     | 5 kwietnia 1988(dts)      | 184         | Petro de Luanda        |
| 17 | Wuta Dombaxe       | 5 kwietnia 1986(dts)      | 181         | Primeiro de Agosto     |
| 20 | Stélvia Pascoal    | 20 października 2002(dts) | 176         | Petro de Luanda        |
| 21 | Magda Cazanga      | 28 maja 1991(dts)         | 177         | Petro de Luanda        |
| 23 | Juliana Machado    | 6 listopada 1994(dts)     | 170         | Primeiro de Agosto     |
| 25 | Liliana Venâncio   | 19 września 1995(dts)     | 191         | Primeiro de Agosto     |
| 90 | Isabel Guialo      | 8 kwietnia 1990(dts)      | 180         | Fleury Loiret Handball |

| Drużyna          | M | W | R | P | +   | –   | +/- | Pkt |
| ---------------- | - | - | - | - | --- | --- | --- | --- |
| Norwegia         | 5 | 5 | 0 | 0 | 170 | 123 | +47 | 10  |
| Holandia         | 5 | 4 | 0 | 1 | 169 | 143 | +26 | 8   |
| Czarnogóra       | 5 | 2 | 0 | 3 | 139 | 142 | -3  | 4   |
| Korea Południowa | 5 | 1 | 1 | 3 | 147 | 165 | -18 | 3   |
| Angola           | 5 | 1 | 1 | 3 | 130 | 156 | -26 | 3   |
| Japonia          | 5 | 1 | 0 | 4 | 124 | 150 | -26 | 2   |

| 25 lipca 202114:15 | Czarnogóra   | 33:22(13:12) | Angola       | Yoyogi National Gymnasium, Tokio Sędzia: Alpaidze, Berezkina |
| 25 lipca 202114:15 | Radičević 12 | 33:22(13:12) | 5 Kamalandua | Yoyogi National Gymnasium, Tokio Sędzia: Alpaidze, Berezkina |
| 25 lipca 202114:15 | 3× · 2×      | 33:22(13:12) | 5×           | Yoyogi National Gymnasium, Tokio Sędzia: Alpaidze, Berezkina |

| 27 lipca 202119:30 | Angola            | 21:30(10:15) | Norwegia          | Yoyogi National Gymnasium, Tokio Sędzia: García, Paolantoni |
| 27 lipca 202119:30 | Guialo, Kassoma 6 | 21:30(10:15) | 7 Solberg-Isaksen | Yoyogi National Gymnasium, Tokio Sędzia: García, Paolantoni |
| 27 lipca 202119:30 | 4×                | 21:30(10:15) | 3× · 2×           | Yoyogi National Gymnasium, Tokio Sędzia: García, Paolantoni |

| 29 lipca 202109:00 | Holandia       | 37:28(17:15) | Angola   | Yoyogi National Gymnasium, Tokio Sędzia: El-Saied, El-Saied |
| 29 lipca 202109:00 | van Wetering 7 | 37:28(17:15) | 8 Guialo | Yoyogi National Gymnasium, Tokio Sędzia: El-Saied, El-Saied |
| 29 lipca 202109:00 | 1× · 1× · 1×   | 37:28(17:15) | 5×       | Yoyogi National Gymnasium, Tokio Sędzia: El-Saied, El-Saied |

| 31 lipca 202109:00 | Angola             | 28:25(15:13) | Japonia | Yoyogi National Gymnasium, Tokio Sędzia: García, Paolantoni |
| 31 lipca 202109:00 | trzy zawodniczki 5 | 28:25(15:13) | 6 Hara  | Yoyogi National Gymnasium, Tokio Sędzia: García, Paolantoni |
| 31 lipca 202109:00 | 2× · 1×            | 28:25(15:13) | 1× · 1× | Yoyogi National Gymnasium, Tokio Sędzia: García, Paolantoni |

| 2 sierpnia 202109:00 | Korea Południowa | 31:31(16:17) | Angola   | Yoyogi National Gymnasium, Tokio Sędzia: Bonaventura, Bonaventura |
| 2 sierpnia 202109:00 | Jung, Kang 7     | 31:31(16:17) | 8 Guialo | Yoyogi National Gymnasium, Tokio Sędzia: Bonaventura, Bonaventura |
| 2 sierpnia 202109:00 | 7×               | 31:31(16:17) |          | Yoyogi National Gymnasium, Tokio Sędzia: Bonaventura, Bonaventura |

### Pływanie
Mężczyźni
| Zawodnik       | Konkurencja          | Eliminacje | Eliminacje | Półfinał | Półfinał | Finał | Finał   |
| Zawodnik       | Konkurencja          | Czas       | Miejsce    | Czas     | Miejsce  | Czas  | Miejsce |
| -------------- | -------------------- | ---------- | ---------- | -------- | -------- | ----- | ------- |
| Salvador Gordo | 100 m st. motylkowym | 55,96      | 54.        | NQ       | NQ       | NQ    | NQ      |

Kobiety
| Zawodniczka    | Konkurencja        | Eliminacje | Eliminacje | Półfinał | Półfinał | Finał | Finał   |
| Zawodniczka    | Konkurencja        | Czas       | Miejsce    | Czas     | Miejsce  | Czas  | Miejsce |
| -------------- | ------------------ | ---------- | ---------- | -------- | -------- | ----- | ------- |
| Catarina Sousa | 100 m st. dowolnym | 59,35      | 47.        | NQ       | NQ       | NQ    | NQ      |

### Żeglarstwo
| Zawodnik                      | Konkurencja     | Wyścig | Wyścig | Wyścig | Wyścig | Wyścig | Wyścig | Wyścig | Wyścig | Wyścig | Wyścig | Wyścig | Punkty | Finałowa pozycja |
| Zawodnik                      | Konkurencja     | 1      | 2      | 3      | 4      | 5      | 6      | 7      | 8      | 9      | 10     | M      | Punkty | Finałowa pozycja |
| ----------------------------- | --------------- | ------ | ------ | ------ | ------ | ------ | ------ | ------ | ------ | ------ | ------ | ------ | ------ | ---------------- |
| Paixão Afonso Matias Montinho | 470 (mężczyźni) | 20 DNF | 18     | 19     | 19     | 19     | 18     | 18     | 19     | 19     | 19     | NQ     | 167    | 19.              |